# Trojanske asteroider
Begrebet trojanske asteroider var oprindeligt asteroider, der færdedes i planeten Jupiters bane, mere præcist i de to Lagrange-punkter L4 og L5 langs Jupiter-banen, hhv. 60 grader før og efter planeten. Betegnelsen "trojansk" anvendes i dag om alle objekter, der færdes i L4 og L5 omkring andre himmellegemer.
Asteroiderne ved Jupiters Lagrange-punkter kaldes de trojanske asteroider (eller kortere "trojanerne"), eftersom de først opdagede har navne efter personer i Homers Iliaden; Achilleus, Agamemnon, Nestor, Odysseus, Patroklos, og i vore dage (juli 2004) kender man i alt 1.679 trojanske asteroider fordelt på de to Lagrange-punkter. Man skelner mellem den "græske gruppe" i Lagrange-punktet L4 i forhold til Jupiters bane om Solen (hvoraf man i dag kender 1.051), og den "trojanske gruppe" i punktet L5 (hvor man op til vor tid har fundet 628) – Priamos, Hektor, Anchises, Æneas, Trolius. 
I 2011 blev det afgjort, at en asteroide fundet i 2010 befinder sig i et af Jordens Lagrange-punkter (L4). Det er den første asteroide, man har observeret i et af Jordens Lagrange-punkter. Asteroiden, der indtil videre hedder 2010 TK7, er omtrent 300 meter lang.